# درویش

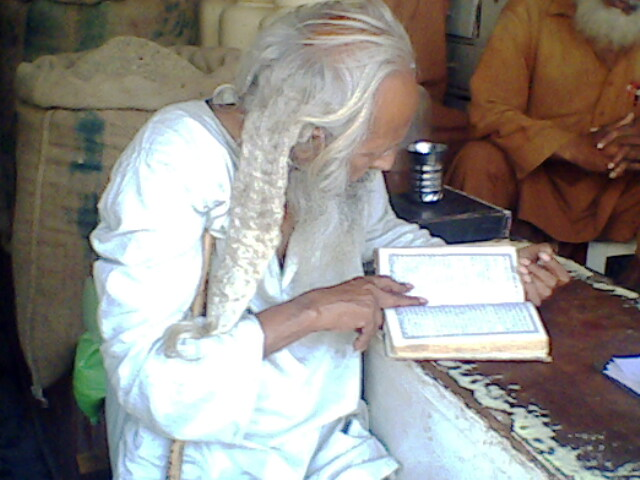
یک درویش پنجابی در پاکستان، سال ۲۰۰۸

درویش، فقیر یا صوفی که غالباً از متعلقات دنیوی به اندک مایه قناعت می‌کند یا لامحاله از قید تعلقات کناره می‌جوید و حتی گاه از باب تحقیر و تهذیب نفس و نه به داعیهٔ حرص مال یا عدم توکل، و آن هم برای رفع ضرورت، به دریوزگی و سؤال نیز تن در می‌دهد را می نامند. اصل لفظ درویش نیز به موجب بعضی قرائن ظاهراً با لفظ دریوزه مربوط است. اخوان طریقت و سالکان طریق و تمام اعضای سلاسل صوفیه نیز عموماً بنام درویش خوانده می‌شوند.

## واژه‌شناسی
واژهٔ پارسی «درویش» از ریشه ای باستانی و برگرفته از واژه ای نیاایرانی است که در اوستایی به صورت «دریگو-» (-drigu) به معنای «نیازمند، گدا» است. این واژهٔ ایرانی احتمالاً با واژهٔ سانسکریت ودایی «آدریگو-» (-adhrigu) هم ریشه باشد که صفتی با معنای نامشخص است که به ایزدان گوناگونی اضافه شده است. این واژهٔ ودایی احتمالاً به صورت «آ-دریگو-» (-a-dhrigu) واکافت می‌شود که «نا دریگو» خواهد شد، شاید به معنای «نا فقیر»، به‌معنای «غنی» باشد. وجود این هم ریشهٔ ودایی نشان می‌دهد که بنیاد فقرای مقدس آنقدر در میان هندو-ایرانیان اهمیت داشته که در ایران آینده به صورت تاریخی در شکل برادری درویشی و نیز در هند در شکل مکاتب مختلف سنیاسیان (sannyasis) وجود داشته‌است.
هرچند که واژه شناسی این واژه از دیدگاه زبان فارسی نو مشخص نیست، اما تلاش هایی برای تفسیر پذیری اجزای واژه بر پایهٔ واژه های معاصر و بر پایهٔ مفاهیم عرفانی صوفی گری نیز صورت گرفته است. از آنجا که کلمه ی «در»، در فارسی به معنای درب بوده، پس گفته می‌شود که «درویش» به صورت تحت الفظی به معنای «بازکنندهٔ در» معنی خواهد شد. از سوی دیگر برخی اصل واژه را «درویز» دانسته اند که «ز» به «ش» معجمه تبدیل شده و اصل واژه «درآویز» بوده به معنای کسی که هنگام گدایی از در می‌آویزد (در را می‌گیرد) بنابراین گدا را درویش گفته اند. برخی دیگر از پژوهشگران گفته اند که اصل واژهٔ درویش، «دریوز» بوده که «ی» و «و» جابجا شدند و به «درویز» تبدیل شده، و «ز» نیز به «ش» تبدیل شد، و یوز از یوزیدن به معنای جستجو کردن می باشد. این واژهٔ فارسی همچنین در برخی زبان ها به معنای «زاهد، ریاضت‌کش» نیز آمده است، مثلاً در زبان اردو، darwaishana thabiyath به معنای «خلق و خوی زاهدانه و مرتاضی» است. این واژه در ترکی به صورت «دَرویش» (Derviş) آمده‌است. دامنهٔ رواج این واژه تا آنجا پیش رفته که تا شمال آفریقا نیز رسیده است، برای مثال در زبان قبائلی، «آدِرویک» (Aderwic) به معنای مجنون می‌باشد. همچنین واژهٔ درویش (ده‌روێش) در زبان کُردی گورانی به معنای در خود بودن است و بدین معناست که فرد در حال تزکیهٔ نفس خویش بوده و کاری به کار دیگران ندارد و در راه طریقت قدم نهاده و سلوک می‌کند.
در لکی نیز 'وژ' یعنی خود، و حروف ژ و ش در لکی گاهی به هم تبدیل می‌شوند در + وژ (ش) به معنای در خود بودن است.

## تاریخچه
درویشان نقش مهمی در سلطه امپراتوری عثمانی بر بالکان ایفا نمودند و فرهنگ اسلامی-ترکی را با خود به این منطقه بردند. یکی از مهم ترین گروه های درویشان در امپراتوری عثمانی بکتاشیه بود که از طریق پیوندش با نیروهای ینی‌چری به اهمیت به سزایی دست یافت. قدیمی ترین بنای باقیمانده از دوره امپراتوری عثمانی در بالکان، عمارت آشپزخانه عمومی غازی اِورنوس در شهر کموتینی در یونان کنونی است که اتاق هایی برای تجمع درویشان در خود داشت.

## در کلام بزرگان
ابوالحسن خرقانی (به نقل از تذکرة الاولیاء): درویش کسی بود که او را دنیا و آخرت نبود، و نه در هر دو نیز رغبت کند، که دنیا و آخرت از آن حقیرترند که ایشان را با دل نسبت بود.
ابوسعید ابوالخیر (به نقل از اسرارالتوحید): درویشان نه ایشان اند، اگر ایشان ایشان بودندی نه درویشان بودندی، اسم ایشان صفت ایشان است. هرکه به حق راه طلبد، گذرش بر درویشان باید کرد، که دَرِ وی ایشانند.
نورعلی تابنده: درویشان در دوستی چون آب روان و در دفاع چون سنگ خارا هستند.
خواجه عبدالله انصاری (به نقل از چهل کلام و سی پیام): قومی که از بیشهٔ حسد هرگز خاری به دامن ایشان نیاویخت، از بیابان نفس هرگز غباری بر گوشهٔ رداء اسلام ایشان ننشست و از هاویهٔ هوی هرگز دودی به دیده ایشان نرسید. سلاطین راهند در لباس درویشان، مَلکی صفتند به صورت آدمیان و روندگان در راه خویش خرامان.
سعدی (گلستان): ظاهر درویشی جامه ژنده است و موی سترده و حقیقت آن دل زنده و نفس مرده.
بایزید بسطامی را گفتند: درویشی چیست؟ گفت آنکه کسی را در کنج دل خویش پای به گنجی
فرو شود، و در آن گنج گوهری یابد، آن را محبت گویند هر که آن گوهر یافت او درویش است.
شمس‌الدین محمد لاهیجی (شرح گلشن راز): درویش مصطلح آن است که دل مبارکش مهبط انوار تجلیّات الهی باشد و در تاب نور تجلی الهی از خود فانی گشته، به بقای حق باقی شده باشد.

## سماع و چله

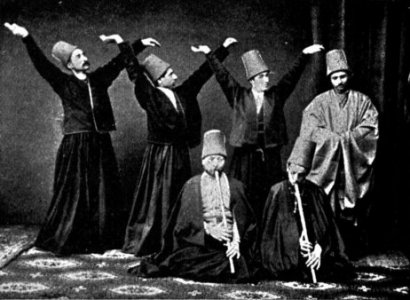
درویشان فرقه مولویه در حال سماع

سماع در لغت به معنای شنیدن و وجد و سرور و پای کوبی صوفیه است و به نوعی رقص و چرخش بدن همراه با حالت خلسه برای اهداف معنوی می‌گویند. هرچند تاریخچه دقیق سماع روشن نیست اما به نظر می‌رسد که سابقه‌ای دینی ولی غیر اسلامی دارد و بسیار دیرین است، با این وجود سماع در قرن سوم هجری قمری بین متصوفه ایران موسوم بوده‌است.
نام چله گرفته شده از عدد چهل به معنای چهل روزی است که درویشان به عبادت و ریاضت می‌پردازند. اینکار با هدف تزکیه نفس انجام می‌شود، کسی که چله نشینی می‌کند، در این مدت به اصطلاح ترک حیوانی یعنی ترک فراورده‌های حیوانی می‌کند.

## در ایران
درویشان بزرگ ترین اقلیت مذهبی در ایران به حساب می‌آیند، حکومت جمهوری اسلامی ایران همواره فشار های زیادی با بازداشت، سرکوب، تخریب خانقاه‌ها و حسینیه هایشان بر جامعه درویشان وارد می‌کند.
گسترده ترین و شدید ترین سرکوب مذهبی در جمهوری اسلامی در رابطه با درویشان در اعتراضات گلستان هفتم رخ داد. این درگیری ها منجر به اعدام یک نفر و کشته شدن ۶ نفر از هر دو طرف درگیر ماجرا شد. همچنین نورعلی تابنده پس از این اعتراضات در حصر خانگی قرار گرفت و پس از گذشت دو سال در حصر درگذشت.
درویشان طریقت و روش‌های دیگری را برای عبادت و نگاه به اصول دین برگزیده‌اند که از سوی مقامات جمهوری اسلامی و فقهای حکومتی همانند مکارم شیرازی، وحید خراسانی، نوری همدانی به عنوان بدعت در دین و مخالف فقه رسمی همواره مورد تکفیر و مخالفت بوده‌است.

## دراویش نامدار
- حسن بصری، عارف قرن اول
- بایزید بسطامی، عارف قرن اول
- ذوالنون مصری، عارف قرن دوم
- ابوالحسن خرقانی، عارف قرن سوم
- خواجه عبدالله انصاری، عارف قرن سوم
- عبدالقادر گیلانی، عارف قرن پنجم
- شیخ عطار نیشابوری, عارف قرن ششم
- شمس تبریزی, عارف قرن هفتم
- شیخ محمود شبستری, عارف قرن هشتم
- شاه نعمت‌الله ولی، عارف قرن نهم

## شخصیت‌های برجسته
- نورعلی تابنده، سیاستمدار[۲۱]
- عبدالرزاق بغایری، پدر علم جغرافیای نوین[۲۲]
- محمدابراهیم باستانی پاریزی، تاریخ‌نگار[۲۳]
- تورج نگهبان، نویسنده[۲۴]
- کسری نوری، حقوق‌دان[۲۵]
- قاسم هاشمی نژاد، مترجم[۲۶]
- همایون خرم، موسیقی‌دان[۲۷]
- محمد ثلاث، درویش اعدام شده[۲۸]

## نگارخانه

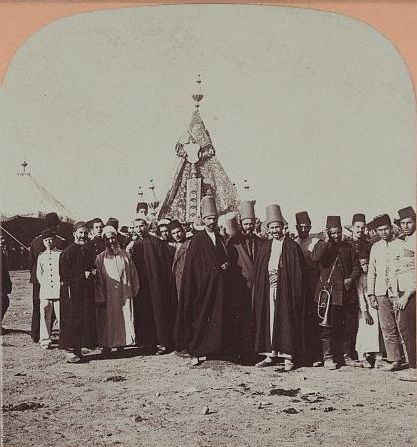
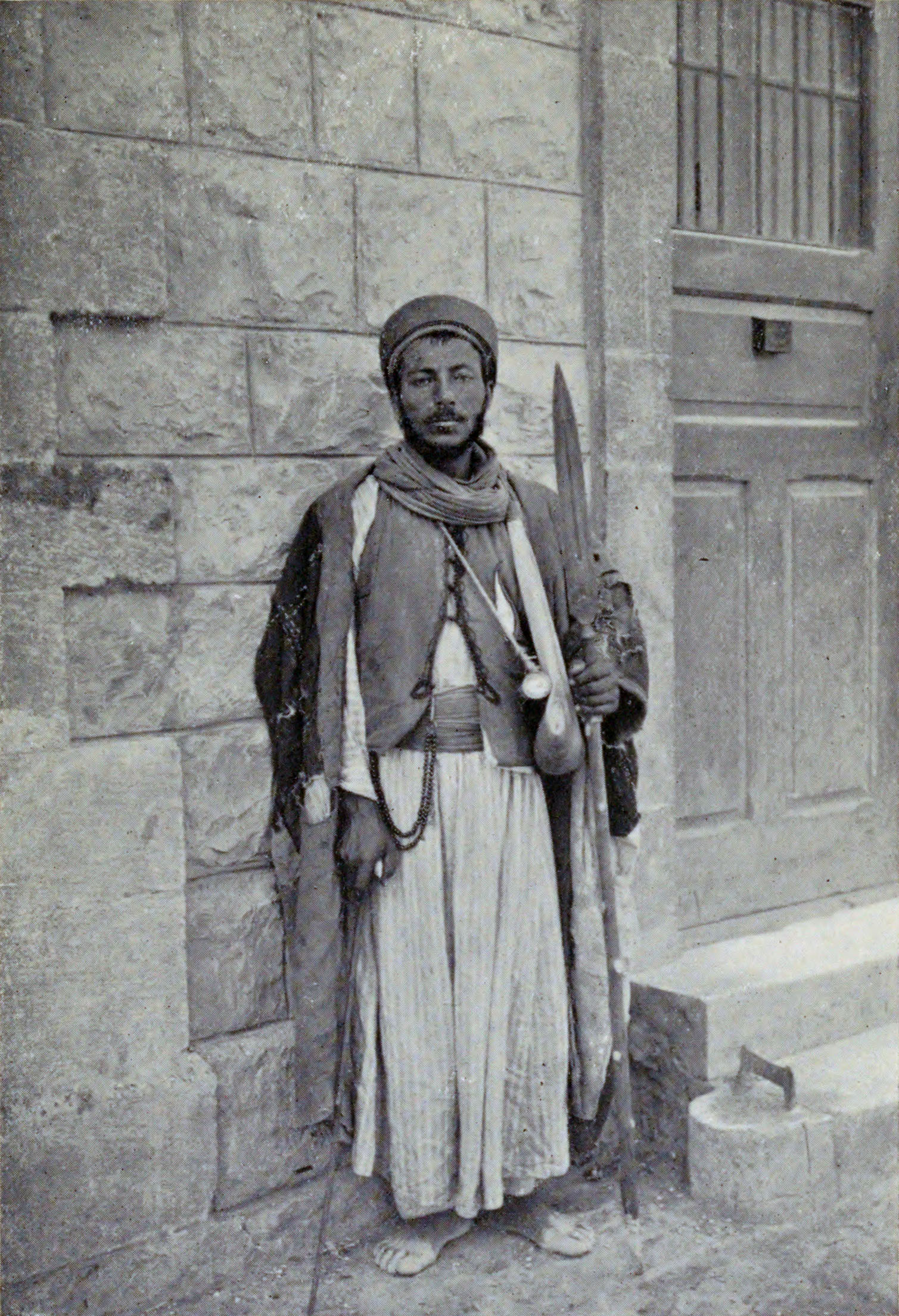
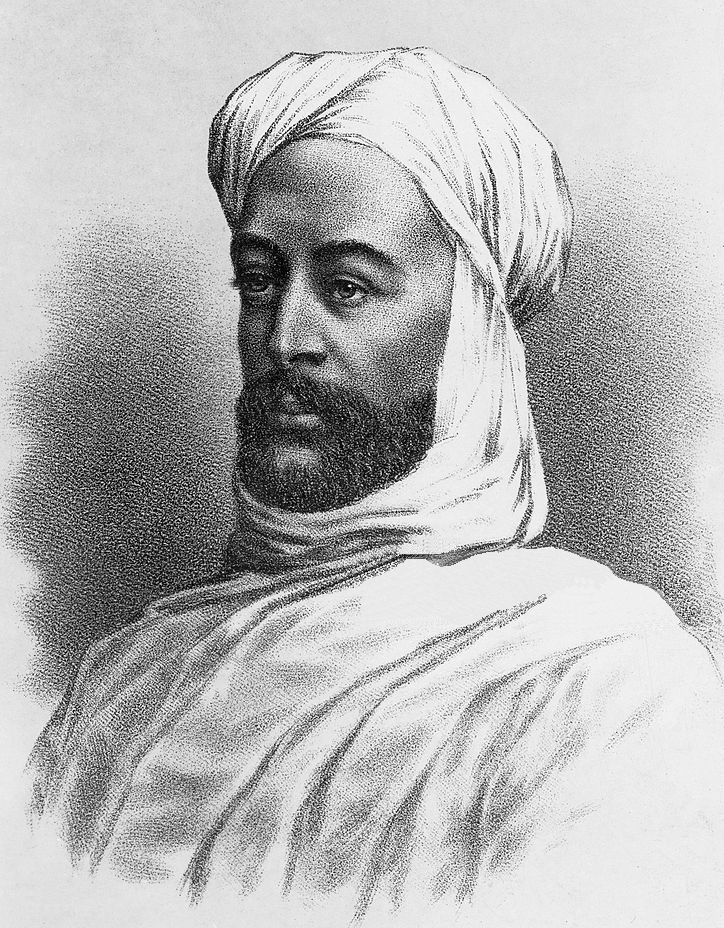
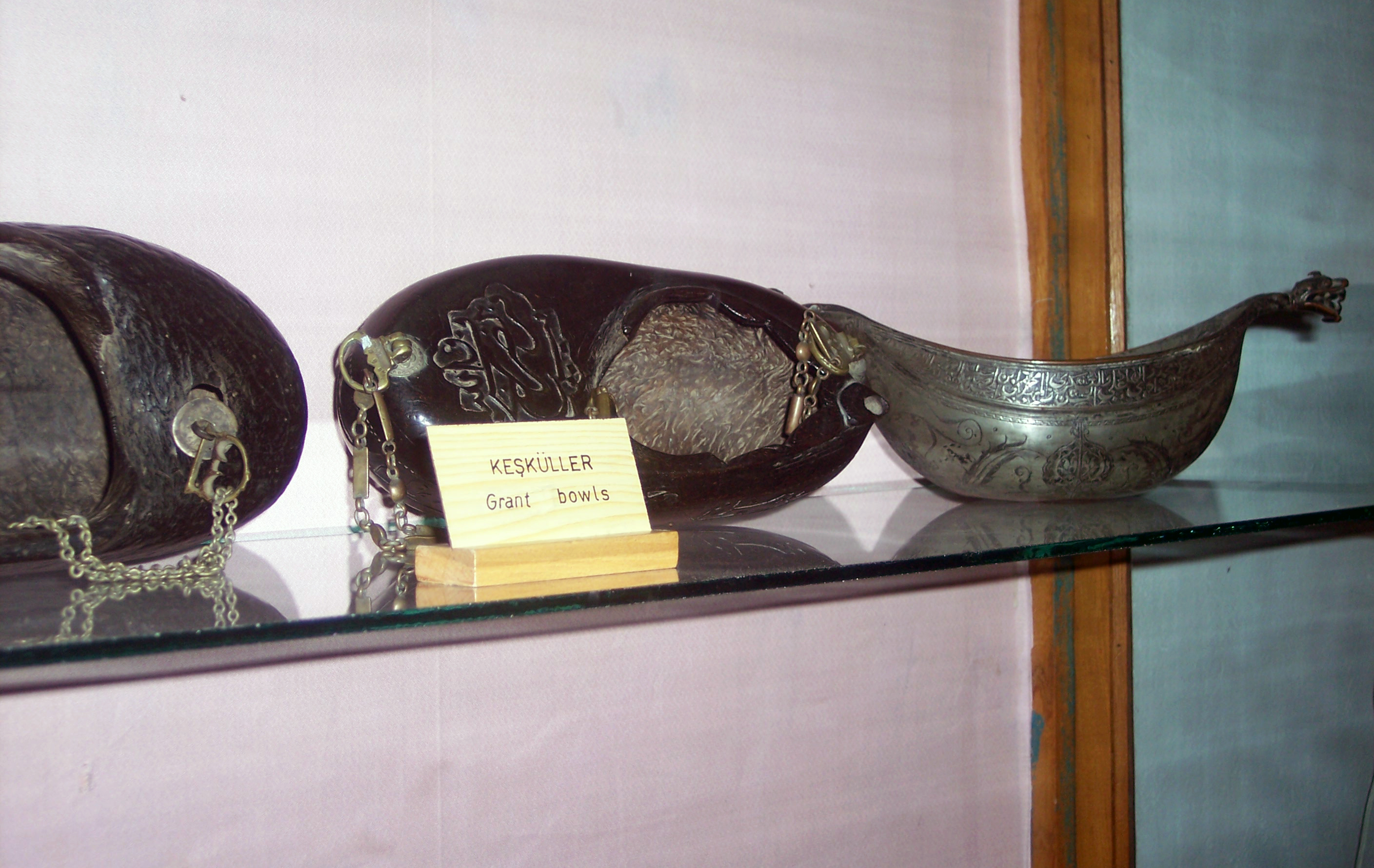